# Xã Nix, Quận Dallas, Arkansas
Xã Nix (tiếng Anh: Nix Township) là một xã thuộc quận Dallas, tiểu bang Arkansas, Hoa Kỳ. Năm 2010, dân số của xã này là 117 người.